# 祯州
祯州，中国五代南汉设置的州。
治所在归善县（今广东省惠州市）。北宋天禧五年（1021年）為避趙禎之諱而改名惠州。 